# Warner-Lambert
Warner-Lambert war ein US-amerikanisches Pharmaunternehmen. Es gehörte zu den Pionieren der amerikanischen Pharmaindustrie und wurde im Jahr 2000 in einer der größten Unternehmensübernahmen aller Zeiten von Pfizer übernommen.

## Geschichte

### 1856–1900
Im Zuge des Sezessionskrieges entstand in Philadelphia das erste amerikanische Krankenhaus zusammen mit Unternehmen zur Herstellung pharmazeutischer Produkte, darunter die Apotheke von William R. Warner im Jahre 1856. 1886 gab Warner den alleinigen Vertrieb auf und konzentrierte sich im Folgenden auf die Arzneimittelherstellung unter dem Namen William R. Warner & Co.

### 1900–1950
1908 wurde das Unternehmen von Gustavus A. Pfeiffer & Company aufgekauft, das den Hauptsitz nach New York verlegte, jedoch den Namen beibehielt. Im Jahr 1916 übernahm das Unternehmen die Hudnut-Kosmetik-Linie, was 1950 zur Umbenennung in Warner-Hudnut führte. Ende der 1920er Jahre übernahm William R. Warner & Co. das deutsche Arzneimittelunternehmen Gödecke.

### 1950–2000
1952 übernahm Warner-Hudnut die New Jersey Chilcott Laboratories, die unter anderem Arzneimittel mit Nitropenta produzierten. Im Jahre 1955 fusionierte William R. Warner & Co. mit der Lambert Pharmacal Company aus St. Louis, deren bekanntestes Produkt bereits damals Listerine war, zur Warner-Lambert Pharmaceutical Company. 1958 bis 1974 war ein Mittäter des Holocaust, der Franzose Jean Leguay, in der Unternehmensleitung tätig. In den 1970ern und 1980ern folgte die Übernahme von Emerson Drug, dem Hustenbonbon-Hersteller Smith Brothers, American Optical und Schick Shaving. 1978 kaufte Warner-Lambert für 243 Millionen US-Dollar Entenmann's, verkaufte es jedoch bereits vier Jahre später für 315 Millionen US-Dollar an General Foods. Eine geplante Fusion mit Parke, Davis & Co. wurde von den Behörden verboten, da das dabei entstehende Unternehmen eine Monopolstellung haben würde. Kritisiert wurde das Unternehmen für den Erwerb von IMED Corp. für 468 Millionen US-Dollar im Jahr 1982. Als sich herausstellte, dass das Unternehmen nur auf kurzfristige Gewinne ausgerichtet war und einige Mitarbeiter das Unternehmen verließen, wurde IMED vier Jahre später für nur etwa ein Drittel des Kaufpreises an The Henley Group weiterverkauft. Wilkinson Sword wurde 1993 übernommen. 2000 wurde Warner-Lambert vollständig von Pfizer übernommen. Diese Transaktion im Wert von rund 90 Milliarden US-Dollar zählt zu den größten Unternehmensübernahmen aller Zeiten.